# アラブサラダ
アラブサラダ（英: Arab Sarad）またはアラブ風サラダは、アラブ料理の一部を為すサラダの一種である。多くの異なる野菜とスパイスを組み合わせ、しばしば前菜の一部として供される。アラブのサラダには、アルジェリアのアルジェリアンサラダ（サラータ・ジャザーリーヤ）や「黒いオリーブとオレンジのサラダ」、チュニジアの、唐辛子、トマト、ニンニク、タマネギの焼き野菜と、上に載せるオリーブとツナから作られるサラータ・マシュウィーヤ、シリアやレバノンのアーティチョークサラダ（サラータ・フルシューフ）とビーツサラダ、パレスチナとヨルダンからはアボカドサラダなどがある 。その他アラブ圏中で食べられている人気のあるサラダとしてはファットゥーシュやタッブーレがある。
タッブーレはバクドゥーニス（イタリアンパセリ）とトマト、タマネギ、ミントの葉をみじん切りにして、そこへブルグルを混ぜ、オリーブ油、レモン果汁、塩胡椒で味をつける。バクドゥーニスは葉も使う。ハスと呼ばれる細長くてしっかりしたレタスをスプーン代わりにして食べることもある。なお黒木（2007）によればアラックと大変よくあう。
『ウーマンズ・デイ』誌に掲載のアラブサラダのレシピは、さいの目切りのトマト、キュウリ、タマネギからなっている しばしばバクドゥーニスと絞り立てのレモン果汁に、オリーブオイルと混ぜられる。アラブサラダはレタスは使わない。タマネギ以外の野菜はどれも皮を剥かない。そしてアラブサラダは作り立てが出されるべきである。その他のバリエーションとしては、揚げたピタパンのかけらか、スマック（赤紫蘇に似たスパイス）をレモンとオリーブオイルのドレッシングに混ぜるものがある。パレスチナ人の間ではサラータ・バンドゥーラ（トマトサラダ）としても知られている。米料理に添えて出すのが人気である。
中東における類似のサラダとしては、イラン料理のサラド・シーラージーやトルコのチョバン・サラタス（羊飼いのサラダ）がある。

## 注
1. ↑  Salloum et al., 1997, p. 56-58.
2. ↑  Shulman, 2007, p. 128.
3. ↑  Wright, 2001, p. 251.
4. ↑  黒木, 英充 (2007). “第一章　東アラブ　－乳と蜜の流れる大地の食彩－ 一　歴史的シリア”. 世界の食文化⑩　アラブ. 東京, 日本: 農山漁村文化協会. p. 63. ISBN 9784540060038
5. ↑  Women's Day Magazine: Arabic Salad Archived July 6, 2011, at the Wayback Machine.
6. ↑  Recipes from Bahrain and the Rest of the Middle East
7. ↑  Arabic Salad Recipe
8. ↑  Farsoun, 2004, p. 138.